# Huta Szklana (województwo śląskie)
Huta Szklana – wieś w Polsce położona w województwie śląskim, w powiecie zawierciańskim, w gminie Kroczyce.
W latach 1975–1998 miejscowość administracyjnie należała do województwa częstochowskiego.
Przez miejscowość przepływa niewielka rzeka Krztynia dopływ Pilicy.